# Комонько Дмитро Миколайович
Комонько Дмитро Миколайович (нар. 8 листопада 1951, м. Осинники Кемеровської області, нині РФ) — український музикант, педагог, заслужений діяч мистецтв України, професор. Почесні відзнаки та дипломи. Лауреат Всеукраїнського конкурсу альтистів (1976).

## Життєпис
Закінчив Тернопільське музичне училище (1971), Львівську консерваторію (1976, нині музична академія), аспірантуру консерваторії в м. Москва (1981, нині РФ).
Працював у Донецькій консерваторії (1977—1985), Львівському музичному училищі (1985—1999), від 1999 — у Львівській середній спеціалізованій музичній школі-інтернаті (був директором 2004—2009); водночас від 2004 — у Львівській музичній академії (професор кафедри струнно-смичкових інструментів).
Концертмейстер камерного оркестру «Віртуози Львова». Від 2000 — член журі міжнародного юнацького конкурсу в Словаччині.